# Chicago Stags
Chicago Stags – amerykański klub koszykarski, mający swoją siedzibę w Chicago, działający w latach 1946–1950.

## Historia
Zespół powstał w 1946 roku, w Chicago i przyjął nazwę „Stags” (pol. jelenie). W swoim inauguracyjnym sezonie wygrał 39 spotkań, zajmując pierwsze miejsce w dywizji zachodniej. W półfinałach ligi pokonał Washington Capitols (4–2), po czym uległ w ścisłym finale drużynie Philadelphia Warriors, w stosunku 1-4. Był to najbardziej udany sezon w niedługiej historii zespołu.
Podczas rozgrywek 1947/48 Stags uzyskali rezultat 28–20, który okazał się drugim najlepszym, ex-aequo, wynikiem w lidze. Identyczny rezultat uzyskały jednak aż trzy drużyny z tej samej dywizji. Wymusiło to na liczącej zaledwie osiem drużyn BAA konieczność eliminacji do fazy play-off. Zespół wygrał z Washington Capitols, po czym uległ Baltimore Bullets, ustaliło to jednak kolejność w rundzie posezonowej. W ćwierćfinałach Stags pokonali Boston Celtics 2–1, po czym ulegli ponownie Bullets, tym razem 0–2. Max Zaslofsky został liderem strzelców ligi, znalazł się również po raz drugi w składzie najlepszych zawodników ligi. Do drugiego składu zaliczono natomiast Stana Miaska.
Przez kolejne dwa lata zespół uzyskiwał za każdym razem dodatni bilans. Niestety w półfinałach nie potrafił sobie poradzić z kroczącymi po tytuł Minneapolis Lakers, dowodzonymi przez George'a Mikana. W tym czasie Max Zaslofsky zaliczył kolejne dwa wybory do All-BAA/NBA First Team, został też liderem ligi pod względem skuteczności rzutów wolnych.
Zespół został rozwiązany w 1950 roku. Miasto Chicago musiało czekać na kolejny zespół w NBA aż do 1961 roku, kiedy to utworzono drużynę Chicago Packers.

## Osiągnięcia
| Tytuł                                           | Liczba | Rok  |
| ----------------------------------------------- | ------ | ---- |
| Lider Dywizji Zachodniej BAA (sezon zasadniczy) | 1      | 1947 |
| Finalista BAA                                   | 1      | 1947 |

## Włączeni do Basketball Hall of Fame
- Andy Phillip (zawodnik)[5]

## Liderzy statystyczni BAA/NBA
- Max Zaslofsky – lider strzelców BAA (1948)[2]
- Chuck Gilmur – lider BAA w liczbie fauli (1948 – 231)[2]
- Max Zaslofsky – lider BAA w liczbie celnych rzutów  gry (1948 – 373)[2]
- Max Zaslofsky – lider NBA w skuteczności rzutów wolnych (1950 – 84,3%)[4]
- Andy Phillip – lider NBA w średniej asyst (1950 – 5,8)[4]

## Klubowi liderzy strzelców
- 1947 – Max Zaslofsky – 14,4
- 1948 – Max Zaslofsky – 21
- 1949 – Max Zaslofsky – 20,6
- 1950 – Max Zaslofsky – 16,4

## Wyniki sezon po sezonie
| Sezon               | Wyg.                | Przeg.              | Odsetek             | Wyniki play-off                                                     |                                                                    |
| Chicago Stags (BAA) | Chicago Stags (BAA) | Chicago Stags (BAA) | Chicago Stags (BAA) | Chicago Stags (BAA)                                                 | Chicago Stags (BAA)                                                |
| ------------------- | ------------------- | ------------------- | ------------------- | ------------------------------------------------------------------- | ------------------------------------------------------------------ |
| 1946–47             | 39                  | 22                  | 63,9%               | Wygrana – półfinały Przegrana – finał                               | Chicago 4, Washington 2 Philadelphia 4, Chicago 1                  |
| 1947–48             | 28                  | 20                  | 58,3%               | Wygrana – eliminacje Wygrana – pierwsze runda Przegrana – Półfinały | Chicago 1, Washington 0 Chicago 2, Boston 1 Baltimore 2, Chicago 0 |
| 1948–49             | 38                  | 22                  | 63,3%               | Przegrana – Półfinały                                               | Minneapolis 2, Chicago 0                                           |
| Chicago Stags (NBA) |                     |                     |                     |                                                                     |                                                                    |
| 1949–50             | 40                  | 28                  | 58,8%               | Przegrana – eliminacje Przegrana – półfinały                        | Fort Wayne 1, Chicago 0 Minneapolis 2, Chicago 0                   |

## Nagrody indywidualne
All-BAA/NBA First Team (piątka najlepszych zawodników ligi)
- Max Zaslofsky (1947–1950)[3]

All-BAA/NBA Second Team (druga piątka najlepszych zawodników ligi)
- Chick Halbert (1947)[3]
- Stan Miasek (1948)[3]